# Liderlige Lisbeth
Liderlige Lisbeth er en dansk pornofilm fra 1971. 
Filmen er en dansk-amerikansk produktion, der blev indspillet i 1971 af Scandica Produktion med anonyme danske skuespillere. Filmen er engelsksproget og var bestemt for det amerikanske marked, hvor den blev distribueret under titlen Teaching uncle Henry. Instruktørens navn er ikke oplyst. Først seks år senere fik den premiere i Danmark i Carlton på Vesterbrogade, ifølge Det Danske Filminstitut uden at vække opsigt.

## Handling
Om overklassepigen Lisbeth hvis forlovede er mere interesseret i sin sekretær. Han kommer dog på bedre tanker da Lisbeth arrangerer et saftigt orgie på sin fødselsdag.